# 特罗沃
特罗沃（義大利語：Trovo），是意大利帕维亚省的一个市镇。总面积7平方公里，人口1004人，人口密度143.4人/平方公里（2009年）。国家统计（ISTAT）代码为018165。